# آمینواسید شاخه‌دار

لوسین، نوعی آمینو اسید شاخه‌دار

آمینو اسیدهای شاخه‌دار (Branched-Chain Amino Acids, BCAAs)، نام سه آمینواسید به نام‌های والین، لوسین و ایزولوسین است. مصرف این مواد با جذب آمینو اسید تریپتوفان (پیش‌ساز سروتونین) در مغز رقابت کرده و مانع سنتز سروتونین در مغز می‌گردد. سروتونین یک ناقل عصبی است که در ایجاد احساس خستگی نقش مهمی دارد.
یک آمینو اسید زنجیره‌ای (BCAA) یک آمینو اسید با زنجیره‌های آلیفاتیک با شاخه است (یک اتم کربن مرکزی که به سه یا چند اتم کربن متصل است). در میان اسیدهای آمینهٔ پروتئین‌زا، سه آمینو اسید زنجیره‌ای وجود دارد: لوسین، ایزولوسین و والین
آمینو اسیدهای زنجیره‌ای غیر پروتئین‌زا شامل ۲-آمینوایزوبوتیریک اسید و آلوایزولوسین (Alloisoleucine) است.